# Cantó de Saint-Amant-de-Boixe
El cantó de Saint-Amant-de-Boixe és un cantó francès del departament del Charente, situat al districte d'Angulema. Té 16 municipis i el cap és Saint-Amant-de-Boixe.

## Municipis
- Ambérac
- Anais
- Aussac-Vadalle
- La Chapelle
- Coulonges
- Maine-de-Boixe
- Marsac
- Montignac-Charente
- Nanclars
- Saint-Amant-de-Boixe
- Tourriers
- Vars
- Vervant
- Villejoubert
- Vouharte
- Xambes

| Data d'elecció                           | Identitat         | Partit               | Qualitat |
| ---------------------------------------- | ----------------- | -------------------- | -------- |
| 1949-1967                                | M. de Labarre     | Divers droite        |          |
| 1967-1992                                | Jean Bloin        | radical, després RPR |          |
| 1992-2004                                | Jacky Bertrand    | RPR, després UMP     |          |
| 2004-                                    | Patrick Berthault | PCF                  |          |
| les dades anteriors no són pas conegudes |                   |                      |          |
|                                          |                   |                      |          |